# مرکز جهانی مبارزه با افراط‌گرایی

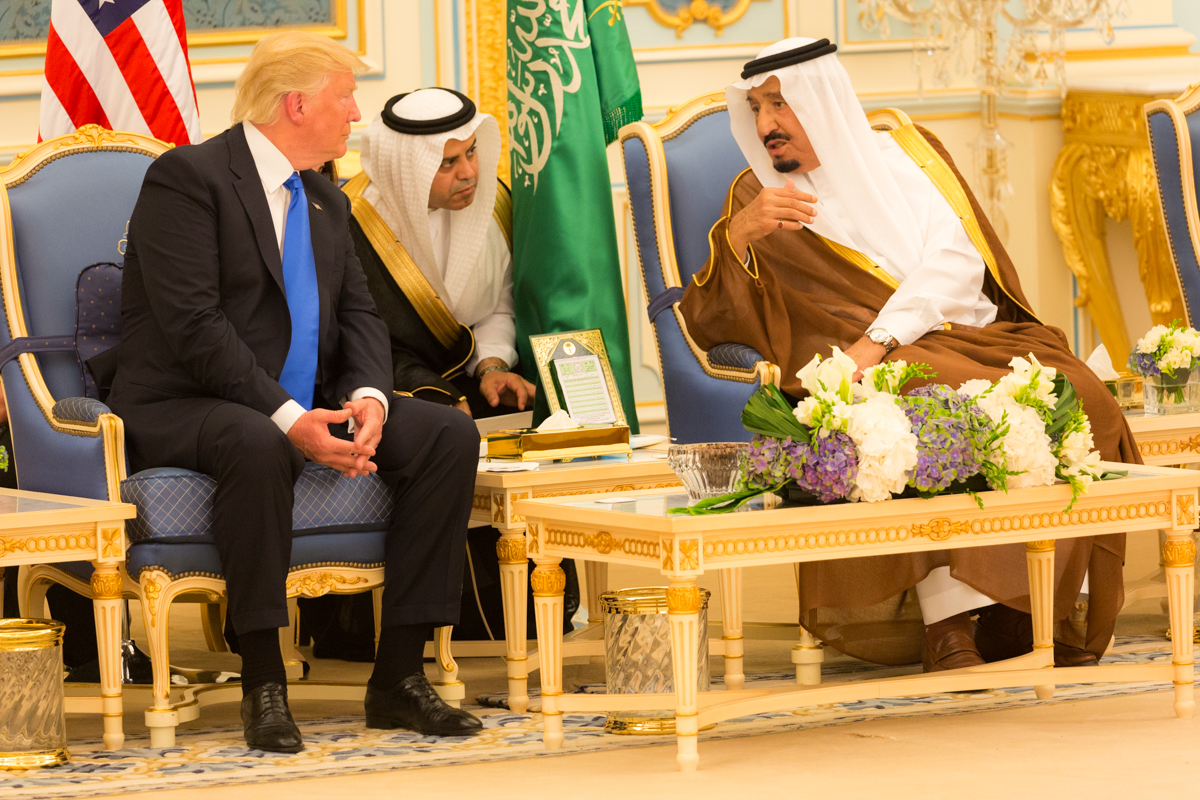
دیدار دونالد ترامپ و ملک سلمان بن عبدالعزیز

مرکز جهانی مبارزه با افراط گرایی یا مرکز میانه‌روی (عربی:المرکز العالمی لمکافحة الفکر المتطرف) مرکزی جهانی در ریاض است که وظیفه‌اش مبارزه با افراط‌گرایی و ریشه کنی این پدیده است. توافق برای تأسیس این مرکز در ۲۱ مه ۲۰۱۷ در دیدار ملک سلمان بن عبدالعزیز، شاه عربستان با دونالد ترامپ، رئیس‌جمهوری آمریکا در خلال برگزاری کنفرانس سران ریاض ۲۰۱۷ اعلام شد.

## مقر مرکز
مقر این مرکز در ریاض پایتخت عربستان سعودی است. پروژه ساخت این مرکز از دو سال پیش آغاز شده بود.

## تأسیس و افتتاح مرکز
توافق برای تأسیس مرکز جهانی مبارزه با افراط گرایی در مه ۲۰۱۷ در دیدار ملک سلمان بن عبدالعزیز، شاه عربستان با دونالد ترامپ، رئیس‌جمهوری آمریکا در خلال برگزاری کنفرانس سران ریاض ۲۰۱۷ حاصل شد.
در روز ۲۱ مه ۲۰۱۷ تأسیس این مرکز در ریاض اعلام گردید و ملک سلمان به همراه دونالد ترامپ و سایر رهبران کشورهای عربی و اسلامی آن را افتتاح کردند. این مرکز به کمک تکنولوژی مدرن علیه افراط گرایی مبارزه خواهد کرد.

## اهداف مرکز
هدف اصلی از ایجاد مرکز جهانی مبارزه با افراط گرایی مقابله با رواج گرایش‌های افراطی ایدئولوژیکی و حمایت از تحکیم اصول اسلامی میانه‌رو در جهان است.

### اهداف
- مبارزه با افراط‌گرایی فکری و رسانه‌ای و آماری و پشتیبانی از زندگی مسالمت‌آمیز و بردبارانه بین ملت‌ها.
- تعمیق اصول معتدل (میانه) اسلامی در جهان.
- دیدبانی و تحلیل فعالیت‌های فکری افراط‌گرایانه، حمایت و آگاهی‌بخشی و مشارکت و رویارویی با افکار افراط‌گرایی.[۳]

## اظهار نظرها
خالد الجار الله، معاون وزیر امور خارجه کویت: «ایجاد مرکز جهانی مبارزه با تندروی و افراطی‌گری، نتیجه تلاش‌های کشورهای شورای همکاری خلیج فارس و عربستان سعودی و اقدامات بی‌وقفه آنان برای مبارزه با خشونت و تروریسم در منطقه و جهان است.»
عبدالعزیز التویجری، مدیر کل سازمان اسلامی تربیت، دانش و فرهنگ (آیسیسکو) در ۲۳ مه ۲۰۱۷ با صدور بیانیه‌ای از تأسیس مرکز جهانی مبارزه با تفکر افراطی در ریاض استقبال کرد. وی تأکید کرد که تأسیس این مرکز می‌تواند باعث هماهنگی تلاش‌های بین‌المللی برای مبارزه با افراط گرایان و فعالیتهای آنان در شبکه‌های اجتماعی گردد.